# キラーコンドーム
『キラーコンドーム』（英：Killer Condom、独原題：Kondom des Grauens）は1996年のドイツのホラー・コメディー映画。ラルフ・ケーニッヒの同名コミックの映画化作品であり、監督はマルティン・ヴァルツ、特撮はユルグ・ブットゲライト、クリーチャーデザインはH・R・ギーガーがそれぞれ担当している。

## あらすじ
舞台はニューヨーク。32センチメートルにもおよぶ巨根を持つゲイの刑事ルイージ・マカロニ（ザメール）は、コンドームがペニスを食うという奇妙な事件の調査のためにホテルへ向かう。ホテルでは以前に関係を持った男性ボブ（レオナルド）につけ回されるが、そこで若い美形の男娼ビリー（マルク）と出会い、意気投合する。しかし、部屋に入って事におよぼうと服を脱いだところ、件のコンドームに片方の睾丸を食いちぎられてしまう。
睾丸の仇をとるため、マカロニは「キラーコンドーム」捜しに執念をかける。ある日、マカロニが自宅で入浴していたところ、突如ボブが包丁を持って乱入し、復縁を迫ってくる。ボブのバッグにキラーコンドームが忍んでいたことを見抜いたマカロニは、性器に見せかけたガス管を食わせてガスを送り込み、コンドームを破裂させた。死骸を検死にかけたところ、キラーコンドームは人工生物だと判明する。
キラーコンドーム製造の黒幕はマカロニが一時入院していた病院の女医で、姦淫を戒める聖書の記述を盲信しての犯行であった。院内教会の地下にある秘密のコンドーム工房に乗り込んだマカロニは、女医や巨大キラーコンドームとの激戦を繰り広げる。

## キャスト
- ルイジ・マカロニ刑事：ウド・ザメル（日本語吹き替え：佐々木梅治）
- サム・ハンクス：ペーター・ローマイヤー（日本語吹き替え：梅津秀行）
- ビリー：マルク・リヒター（日本語吹き替え：吉田孝）
- ボブ・ミラー、バベット：レオナルド・ランシンク（日本語吹き替え：水野龍司）
- リフレゾン博士夫人：イリス・ベルベン
- ボリス・スミルノフ博士：ラルフ・ヴォルター（日本語吹き替え：石井隆夫）
- ディック・マクガヴァン大統領候補：ジョージ・マーティン・ボード
- ロビンソン：ヘニング・シュルター（日本語吹き替え：辻親八）
- フィリス・ヒギンズ：メレット・ベッカー（日本語吹き替え：中村千絵）
- サリー刑事：ヘラ・フォン・シネン（日本語吹き替え：鈴木紀子）
- 刑事部長：ロン・ウィリアムズ（日本語吹き替え：廣田行生）
- ヒギンズ：オットー・ザンダー

## スタッフ
- 監督：マルティン・ヴァルツ
- 原作・脚本：ラルフ・ケーニッヒ
- キャラクターデザイン：H・R・ギーガー
- 漫画：神田森莉